# Йордан Стойков
Йордан Стойков (роден на 6 ноември 1951), наричан по прякор Бумбо, е бивш български футболист, защитник, а впоследствие треньор по футбол. Почти цялата му състезателна кариера преминава в Локомотив (София). Рекордьор по изиграни мачове за клуба в А група – 326.

## Биография
Стойков израства в школата на Локомотив (София). Дебютира за първия отбор на 17-годишна възраст през пролетта на 1968 г., когато участва в мач срещу Ватев (Белослав) за купата.
През януари 1969 г., след сливането на Локомотив със Славия, става част от юношеския тим на обединения отбор ЖСК Славия. Дебютира в А група на 18 април 1971 г. – 0:0 като гост срещу Лъсков (Ямбол). До края на сезон 1970/71 записва общо 9 мача за ЖСК Славия.
През лятото на 1971 г., след като двата клуба възстановяват самостоятелното си съществуване, остава част от Локомотив. Играе за червено-черните в продължение на 12 години и половина. С отбора става шампион на България през сезон 1977/78, като по време на кампанията е твърд титуляр в отбора. Изиграва 29 мача и бележи един гол. Като капитан извежда Локомотив до националната купа през 1981/82. Прекратява състезателната си кариера в края на 1983 г.

## Успехи
Локомотив (София)
- А група:
  -  Шампион: 1977/78

- Национална купа:
  -  Носител: 1981/82